# Brezovka
Brezovka (hongrois : Berezóka) est un village de Slovaquie situé dans la région de Prešov.

## Histoire
Première mention écrite du village en 1572.

## Démographie

### Évolution de la population
| Année:               | 1994. | 2004.   | 2014.   | 2024.   |
| -------------------- | ----- | ------- | ------- | ------- |
| Nombre de personnes: | 111   | 113     | 115     | 112     |
| Différence:          |       | +1,80 % | +1,76 % | -2,60 % |

| Année:               | 2023. | 2024.   |
| -------------------- | ----- | ------- |
| Nombre de personnes: | 111   | 112     |
| Différence:          |       | +0,90 % |